# Метрополен град Венеция
Метрополен град Венеция (на италиански: Città Metropolitana di Venezia) е една от 7-те провинции на регион Венето, Северна Италия. Той е на 10-о място по население и по площ сред 14-те метрополни града на Италия.
От 1 януари 2015 г. Метрополен град Венеция е наследник на Провинция Венеция. Това е постановено чрез Закон №56 от 7 април 2014 г. – Закон на Делрио, който определя 10-те метрополни града в регионите с обикновен статут, чиито територии съвпадат с тези на предходните провинции.
Площта му е 2472,91 км², а населението – 851 663 души, от които 88 747 са чуждестранни граждaни, вкл. 477 български (към 31 декември 2019 г.). Включва 44 общини и негов административен център е град Венеция.

## Административно деление
Метрополният град включва 44 общини:
- Венеция – с най-голямо население и площ
- Аноне Венето
- Вигоново
- Груаро
- Доло
- Ераклеа
- Йезоло
- Кавалино-Трепорти
- Каварцере
- Кампаня Лупия
- Камполонго Маджоре
- Кампоногара
- Каорле – с най-малка надм. височина
- Киоджа
- Кона – най-рядко населена
- Конкордия Саджитария
- Куарто д'Алтино
- Маркон
- Мартелаго
- Меоло
- Мира
- Мирано
- Музиле ди Пиаве
- Ноале – с най-голяма надм. височина
- Новента ди Пиаве
- Пианига
- Портогруаро
- Прамаджоре
- Салцано
- Сан Дона ди Пиаве
- Сан Микеле ал Таляменто
- Сан Стино ди Ливенца
- Санта Мария ди Сала
- Скорце
- Спинеа – най-гъсто населена
- Стра
- Тельо Венето – с най-малко население
- Торе ди Мосто
- Фиесо д'Артико – с най-малка площ
- Фосалта ди Пиаве
- Фосалта ди Портогруаро
- Фосо
- Чеджа
- Чинто Каомаджоре